# Црногорско-турски рат (1862)
Црногорско-турски рат из 1862. године представља оружани сукоб између Османског царства и Црне Горе. Рат је завршен поразом Црногораца и миром у Ријеци Црнојевића.

## Повод
Повод за избијање рата је помоћ коју су Црногорци пружали херцеговачким устаницима Луке Вукаловића 1861. године. Сазнавши за то, Порта је објавила рат Црној Гори. Као и у претходном рату, деценију раније, тако је и 1862. године турском војском командовао Омер-паша Латас. Његов циљ био је освајање престонице — Цетиња.

## Рат
Црногорску војску је предводио војвода Мирко Петровић Његош који се прославио у борбама са Турцима (Битка на Граховцу). Иако су пружали жесток отпор, Црногорци су морали да се повуку пред надмоћнијом турском војском која је за собом остављала пустош. Крајем августа, изнурене црногорске јединице пружале су очајнички отпор на прилазима Цетињу. На молбу Црногораца, Русија је интервенисала у Цариграду и спасила Црну Гору од потпуног покоравања, а књаз Никола је морао да прихвати ултиматум Омер-паше. Петомесечни рат сасвим је исцрпео Црну гору.

## Мир
Мировни уговор склопљен је у Ријеци Црнојевића. Њиме је Црна Гора сачувала свој положај, али је морала да учини извесне уступке Порти: да удаљи из земље војводу Мирка, да отвори пут од Скадра до Херцеговине преко своје територије, да изгради заштитне карауле и да не нарушава пограничну линију и не врши разбојништва.

## Последице
Омер-пашини походи на Црну Гору показали су да црногорска војска, састављена од народа, није могла да се успешно супротстави Турцима. Влада Србије помогла је Црногорце шаљући им официре за обуку, наоружавање и новац. Порази у ратовима са Турцима натерали су краља Николу да преуреди војску. Уредбом из 1871. године извршена је реформа црногорске војске. Она је сврстана у 30 батаљона редовне војске и 1 батерију топова (укупно 16 700 војника). Четири године касније организована је интендантска служба која се старала о снабдевању војске.